# Рутецкий-Белов, Николай Владимирович
Николай Владимирович Рутецкий-Белов (1878—1923) — офицер казачьих войск Российской империи и Вооружённых Сил Юга России, участник Первой мировой и Гражданской войн, руководитель крупнейшего антисоветского партизанского соединения на Кубани.

## Биография
Николай Владимирович Рутецкий-Белов родился в 1878 году в станице Бесскорбной области Войска Донского в семье казачьего офицера, ветерана Кавказской войны. Выходец из хопёрских казаков. По достижении возраста начал службу в казачьих частях Российской империи. Был офицером в 1-м Черноморском полку 2-й Кавказской казачьей дивизии. В 1909-1913 годах служил во 2-м Черноморском полку, затем вернулся в 1-й полк. Начало Первой мировой войны встретил в чине подъесаула.
Принимал участие в боевых действиях против турецких войск на Кавказском фронте Первой мировой войны. Высочайшим приказом от 13 июля 1916 года был произведён в войсковые старшины со старшинством с 19 февраля 1916 года. 4 августа 1916 года в районе населённого пункта Масиво-Руслан-Даглари Рутецкий был ранен, но оставался в строю, пока не был завершён бой. В 1917 году за боевые отличия он был удостоен ордена Святой Анны 3-й степени.
В период Гражданской войны принял сторону Белого движения, принимал участие в боевых действиях против Красной Армии в составе Вооружённых Сил Юга России. Получил чин полковника. В 1920 году не стал эвакуироваться из Крыма вместе с остальными частями генерала П. Н. Врангеля и остался на территории Советской России, уйдя в подполье и возглавив одну из групп, боровшихся против Советской власти. Являлся одним из организаторов повстанческого движения в предгорной полосе Кубанской области. С 1921 году группа вошла в состав Кубанского Горно-Лабинского отряда, крупнейшего партизанского формирования на Кубани, а после гибели его командира, полковника Александра Дмитриевича Трубачёва, возглавил его. Однако под ударами превосходящих сил Красной Армии соединение было разгромлено. Белов некоторое время скрывался в пещерах в районе станицы Исправной, а затем добровольно сдался красным частям.
Судебный процесс над Рутецким-Беловым и ещё 14 деятелями антисоветских партизанских формирований на Кубани начался 17 апреля 1923 года. 21 апреля 1923 года он был признан виновным и приговорён к высшей мере наказания — расстрелу. Приговор был приведён в исполнение. Признан не подлежащим реабилитации.

## Семья
- Жена Ольга Александровна Рутецкая (Гроздова), наполовину русская, наполовину гречанка, вышла из семьи ссыльных из центральной России и местных греков.
- Дети — Татьяна (согласно другим данным, Валентина) и Борис.